# Lijst van burgemeesters van Gouderak
Dit is een lijst van burgemeesters van de voormalige Nederlandse gemeente Gouderak in de provincie Zuid-Holland. Per 1 januari 1985 maakt Gouderak deel uit van de op die datum gestichte gemeente Ouderkerk.
| Ambtsperiode | Naam burgemeester               | Partij of stroming | Bijzonderheden                                           |
| ------------ | ------------------------------- | ------------------ | -------------------------------------------------------- |
| 1805 - 1812  | Willem Bolding                  | schout en maire    |                                                          |
| 1812 - 1825  | Witte van Capellen              | maire en schout    |                                                          |
| 1826 - 1844  | Guillaume Jaques ten Brummeler  |                    |                                                          |
| 1844 - 1844  | G. van Maaswaal                 |                    |                                                          |
| 1845 - 1856  | Reinier Blok                    |                    | later burgemeester van Lekkerkerk en Zuidbroek (ZH)      |
| 1856 - 1863  | W.J.T. van de Kasteele          |                    |                                                          |
| 1863 - 1890  | Marinus Bron                    |                    | tevens burgemeester van Berkenwoude (1867-1890)          |
| 1890 - 1905  | Frederik Sophie Wilhelm Gautier |                    | tevens burgemeester van Berkenwoude                      |
| 1905 - 1923  | J.J. Rupke                      | ARP                |                                                          |
| 1924 - 1956  | Hendrik Bergman                 | ARP                |                                                          |
| 1956 - 1972  | Joop Huurman                    | PvdA               |                                                          |
| 1972 - 1979  | Jan Kingma                      | PvdA               |                                                          |
| 1979 - 1985  | Jan de Zeeuw                    | ARP / CDA          | waarnemend burgemeester, tevens Ouderkerk aan den IJssel |